# Convent de Sant Francesc de Montblanc
El convent de Sant Francesc de Montblanc, podria haver estat fundat a finals de la tercera dècada del s. XIII, potser on és ara (vora el camí ral, en l'illa actual formada pels carrers de la Muralla de Sant Francesc, Miquel Alfonso, Avinguda Manuel Ribé i Mare Vedruna) o a prop i en un edifici interí senzill. En qualsevol cas, no es pot parlar d'extramurs pel sol fet que, aleshores encara no hi havia les muralles. De l'antic convent sols queda l'església.

## Història
Com s'esdevé a tots els convents franciscans medievals d'Europa, a Montblanc també existeix la tradició que sant Francesc d'Assís hi sojornà quan, entre 1211 i 1214, pelegrinà a Sant Jaume de Galícia.

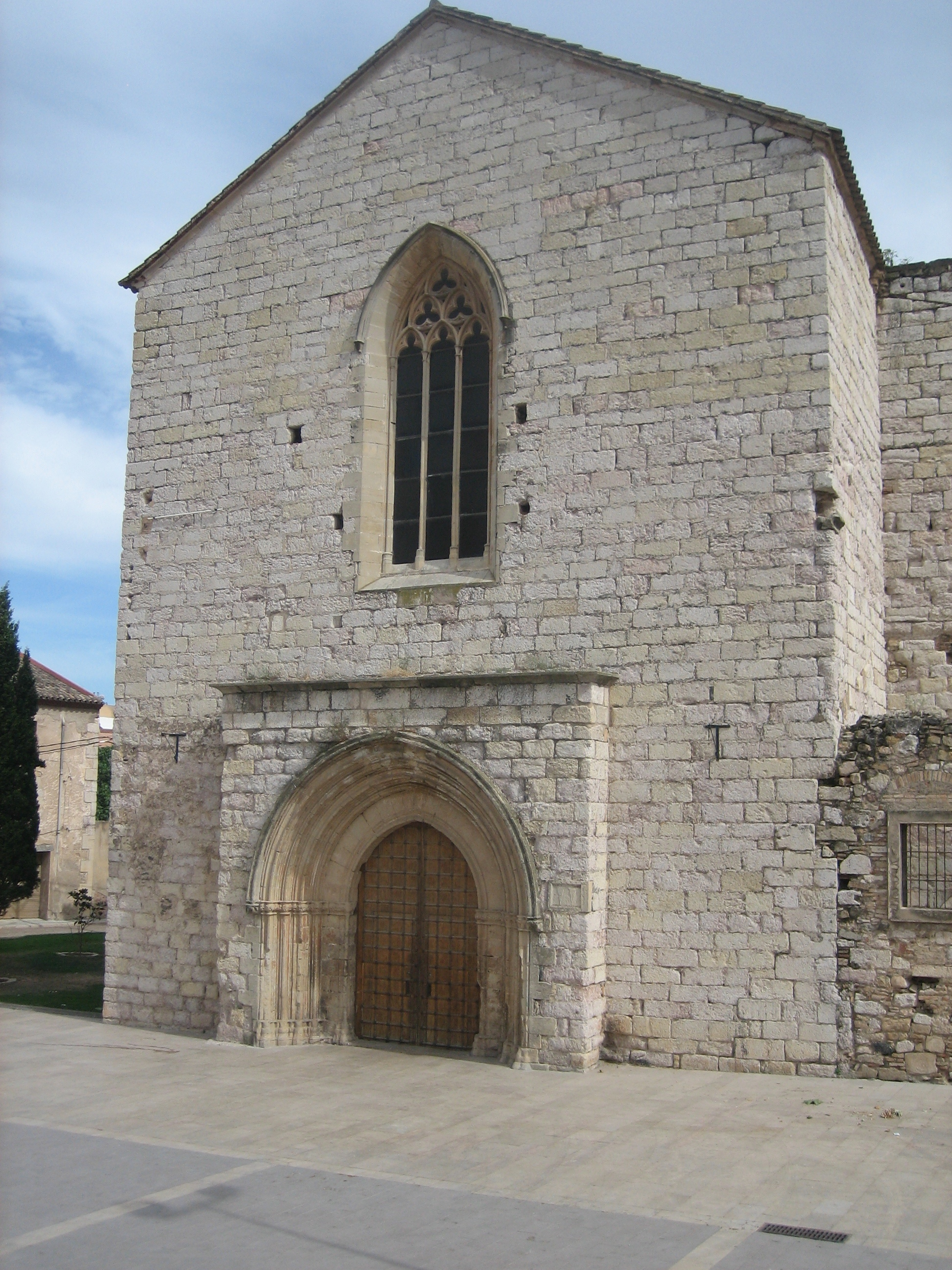
Façana de l'església

Al llarg de la primera meitat del segle xiii s'estenia per tota l'Europa cristiana el moviment mendicant (orde mendicant) iniciat pel "Poverello» d'Assís. Com és sabut, la predicació, acompanyada de l'exemple de pobresa i caritat cristianes dels franciscans aconseguia guanyar-se ràpidament l'afecte i el fervor dels pobles on pretenien instal·lar-se, encara que no passava el mateix amb el clergat secular que veia amenaçats alguns dels seus privilegis. Això feia que, abans d'instal·lar-se definitivament en una ciutat aquelles comunitats mendicants passessin una etapa de provisionalitat mentre s'anaven apaivagant els inconvenients inicials. Durant aquest període, solien instal·lar-se en edificis existents (a Barcelona fou un hospital) o provisionals, construïts pobrament i extramurs de les poblacions. Passada aqueixa etapa, l'incipient convent podia ser abandonat per traslladar-se a un altre de nou construït dins de la ciutat, o podia ser remodelat seguint els mateixos criteris. En qualsevol cas, el nou edifici conventual era bastit segons els cànons d'una emergent arquitectura gòtica a la configuració i triomf de la qual els convents franciscans col·laboren decididament.
En data incerta, vers la tercera dècada del segle xiii, Montblanc acollia una d'aquelles comunitats de framenors. L'arribada s'esdevenia en un moment en què la vila experimentava un important creixement demogràfic i la consegüent expansió urbanística vers les zones planes del sud del puig de Santa Bàrbara, a l'altre costat del torrent de la Regina. Els franciscans arribaven just quan s'estaven configurant els nous barris de l'eixample baixmedieval montblanquí: la Vilanova del Mercadal i la Pobla de Guimrós. Això tenia lloc al mateix temps que es construïa el temple de Sant Miquel de Montblanc, que havia de subvenir les necessitats religioses de la nova població, car l'església de Santa Maria de Montblanc estava resultant petita. És presumible que els franciscans s'instal·lessin al lloc on s'ha conservat l'església de Sant Francesc, al sud i a prop de la població, tocant al camí ral. No es pot dir que fos extramurs, car aleshores encara no s'havien construït les muralles. No es coneix documentació directa relativa a l'establiment dels franciscans a Montblanc, i per aquesta mancança cal recórrer a unes primeres referències indirectes. Es tracta de dues deixes testamentàries, una de Berenguer de l'Aguda (1238) i l'altra de la carlana de la Guàrdia dels Prats, Elisenda de Falcs (1253). Si el 1238 els franciscans s'haguessin establert a Montblanc, cal pensar que ho haurien fet en un edifici interí construït de manera molt senzilla i amb materials efímers. Potser s'hauria tractat, com suposa Antoni Conejo, d'una capella o esglesiola on poder dir missa i predicar, i d'alguna dependència per als membres de la comunitat. Com arreu del país, el caràcter transitori d'aquestes construccions hauria obligat els franciscans montblanquins a una pertinent ampliació i consolidació del convent semblant a les que tingueren lloc a les cases de Barcelona, Girona i Cervera, entre d'altres. En aquest sentit es documenten a Montblanc, entre 1286 i 1287, algunes donacions de particulars destinades a la construcció del convent que podem relacionar amb una reforma o engrandiment del primitiu establiment, o amb una construcció ex novo del convent, o fins i tot amb l'església que ha perdurat.

### Els templers a Montblanc

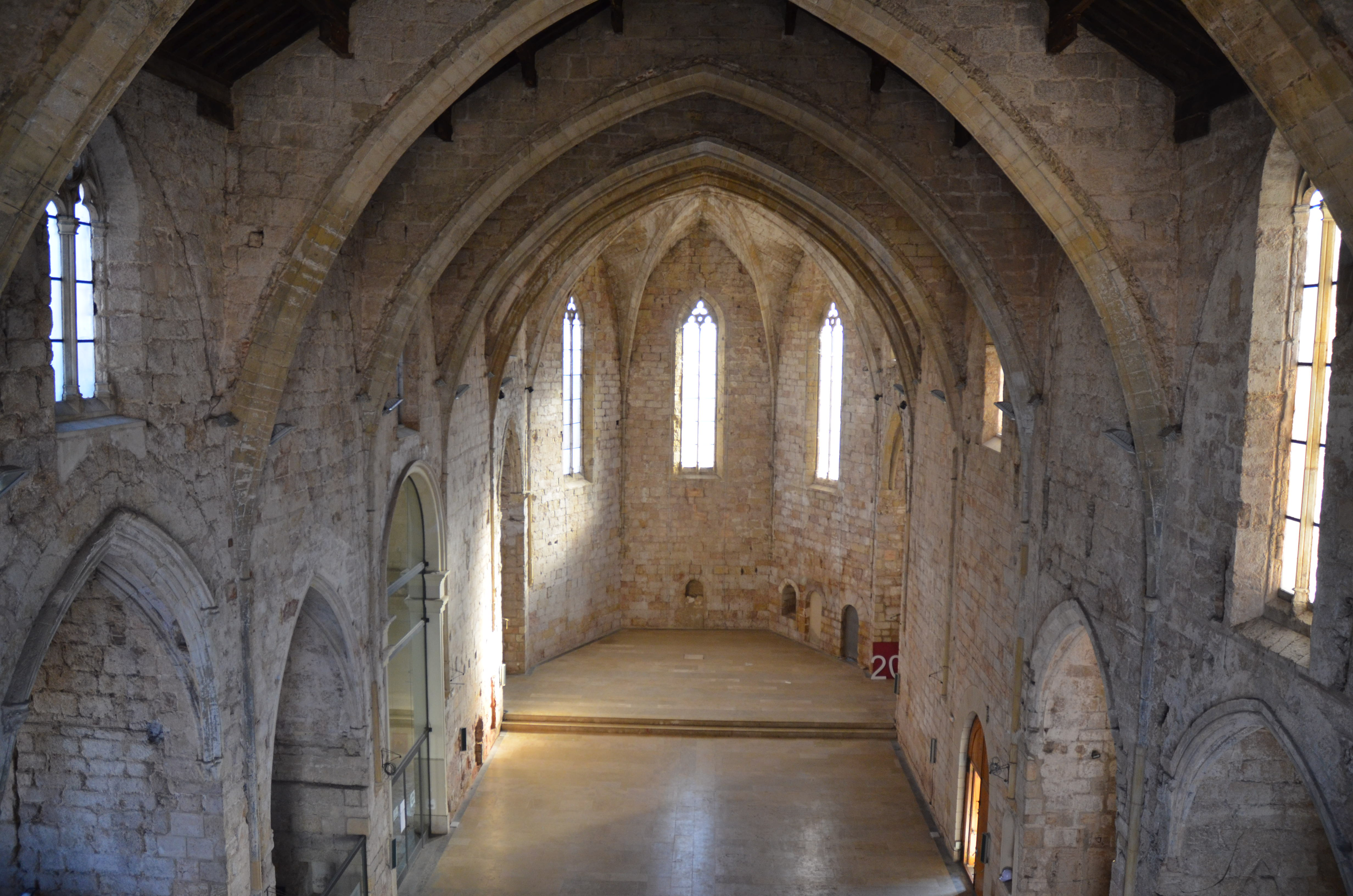
Interior de la nau vista des del peu

Unes notícies importants per establir la cronologia de l'església de Sant Francesc de Montblanc la proporcionen dos documents de 1310. El primer és el còdex núm. 124 de l'Arxiu Capitular de Barcelona, donat a conèixer, l'any 1907, per Heinrich Finke, del qual en dona la traducció Sans i Travé. El document tracta d'un interrogatori fet a Lleida el 12 de març de 1310, amb motiu del procés contra els templers, a uns antics franciscans de Montblanc, Pere de Puig i Pere Mir, que aleshores habitaven al convent de Lleida. En llurs deposicions aquests frares digueren que el dia de Sant Jordi de 1307 va tenir lloc al convent franciscà de Montblanc un capítol provincial de l'orde del Temple i la recepció o professió d'un cavaller. L'altre document, també de l'Arxiu de la Catedral de Barcelona (còdex núm. 149), recull l'interrogatori fet a Daroca al templer fra Ramon d'Anglesola. Aquest cavaller templer explica que fou rebut com a membre de l'orde al convent de Sant Francesc de Montblanc, el dia de Sant Jordi de 1307. És, per tant, el frare cavaller del qual havien parlat els franciscans de Lleida. La celebració d'un capítol i de la recepció d'un frare cavaller del Temple al convent franciscà, només s'explica en funció de la manca d'espai al Castell de Barberà (Barberà de la Conca) i, sobretot, d'una molt bona relació entre els templers barberencs i els framenors de Montblanc. A més de resultar una dada significativa en la història de l'orde del Temple, el fet resulta important per a la datació del convent montblanquí perquè es pot provar documentalment que l'any 1307 existia a Sant Francesc algun edifici amb capacitat suficient per a la celebració d'un capítol provincial del Temple catalanoaragonès; és a dir, que pogués allotjar un centenar o més de persones. La cita corrobora la datació que per a Sant Francesc estimen diferents estudiosos, els quals la situen a finals del segle xiii o a començaments del XIV. Com en tots els convents franciscans de Catalunya, al voltant del claustre montblanquí hi havia l'església, que s'ha conservat, a més d'una sala capitular, un refectori i un dormitori que foren enderrocats el segle xix. Si tenim en compte que les aules capitulars eren de planta quadrada i no gaire grans, i que ni els dormitoris ni els refectoris eren llocs adequats per celebrar-hi aquell tipus de reunions, només ens queda l'església com a espai possible per encabir l'esmentat capítol. Així, doncs, el més probable és que per raons pràctiques s'hagués celebrat a l'església, que és la mateixa que podem veure actualment sense les capelles que hi ha entre els contraforts, que foren construïdes més tard.

### Altres fets notables
La vida de la comunitat franciscana va tenir una continuïtat de prop de sis segles i va constituir un focus cultural important, especialment durant els segles xiv i xv, com ho va palesar que Jaume II enviés els seus fills a educar-se al convent montblanquí durant una epidèmia de pesta. A finals del segle xiv, el frare poeta i teòleg Anselm Turmeda hi va vestir els hàbits. abans de marxar cap a Tunísia per convertir-se a l'islam, i el 1414 s'hi van celebrar les Corts Catalanes que va presidir el rei Ferran I d'Aragó.
En el curs del segle xvii va ser construïda la capella annexa d'estil barroc, que encara avui es conserva. Els diversos altars barrocs van ser destruïts posteriorment.
Durant la guerra del Francès (1808-1814), el Trienni Liberal (1820-1823) i la tercera guerra carlina (1872-1875), el convent fou atacat en successives ocasions, arrasat i incendiat. El 1835, data en què els frares franciscans abandonaren definitivament el convent –no tornaren a la vila fins al 1897 instal·lant-se però, al convent de la Mercè-, de Sant Francesc pràcticament només quedava l'església i algunes construccions a la banda sud –el refetor, les cuines, el claustre, runes que foren successivament espoliades.
A partir d'aquell moment, l'Estat permeté a l'Ajuntament de Montblanc la reutilització del convent en benefici de la vila. La necessitat de fons econòmics per sufragar l'escola d'ensenyament secundari inaugurada a la Mercè el 1859, feu que l'Ajuntament cedís a la comissió gestora encarregada, els drets d'arrendament del convent de Sant Francesc. A tal fi, se li donaren diferents usos al llarg dels anys: estació de telègraf, teatre, sala d'assajos de la cobla municipal...
El 1872, finalment l'Estat donà cobertura legal a l'expropiació del convent a l'Església i fou el ministre liberal Pascual Madoz (1806-1870) qui promulgà una llei de desamortització, en virtut de la qual se subhastaren diversos béns civils i eclesiàstics, entre els que figurà Sant Francesc.
El primer titular privat fou el ciutadà francès Paul Daguzan que, gaudint de drets d'extracció d'alabastre de les pedreres de Pira, Sarral i Ollers, instal·là una fàbrica dotada de dues màquines accionades a vapor, per triturar l'alabastre i fer-ne guix. Com recull en els seus escrits el cronista montblanquí Lluís Vives i Poblet, l'esposa d'en Paul Daguzan, era traficant en antiguitats, i durant el període en què foren posseïdors del convent, «es disposà a efectuar reformes al conjunt d'edificis, enderrocar parets, recollir pedres i arrencar escultures». Fou la segona fase de la seva destrucció. Al llarg d'aquells anys esclatà la tercera guerra carlina (1872-1876). Això significà el tancament de la vila dins una muralla reforçada que deixà el convent fora. De tota la documentació que aquest conflicte deixà a la vila, no hem trobat constància de res que fes referència a la fàbrica ni a les intervencions en el convent.
Els anys successius la fàbrica de guix anà de mal borràs i el 1877, després d'una expropiació a Daguzan per impagaments, anà a parar a mans del tarragoní Lluís Cervera i Carbonell -ja posseïdor al mateix Montblanc del molí de farina al desamortitzat Molí dels Capellans- que mirà de continuar la fabricació del guix. Tampoc aquest intent reeixí, i finalment, el 1880, llogà el convent a Josep Contijoch i Poblet que va començar l'activitat de distribució de vi per a la qual cosa utilitzà el convent com a magatzem per a les mercaderies. El convent reunia condicions singulars per a aquesta activitat. Una gran nau, que podia tancar-se amb pany i forrellat, que permetia l'emmagatzematge de molta mercaderia i que estava a les portes de Montblanc, amb la qual cosa s'evitava l'entrada i sortida dels carros amb els bocois pels carrers més estrets de la vila.
Al voltant, amb l'aquiescència de l'Ajuntament, la població anà agafant pedres i lloses de les restes enderrocades per adobar les seves cases, així com fer les primeres voreres als carrers de la vila. Les restes, en gran manera, foren emprades per omplir la rasa defensiva davant la muralla de Sant Francesc que, finalitzada la guerra carlina, perdia tot el sentit militar. Es consumava la destrucció del convent.
La família Contijoch mantingué l'activitat de compravenda de vi («comercio con acopio») fins al 1893. Aquell mateix any declaren l'inici de l'activitat industrial de fabricació d'aiguardents. El bon funcionament del negoci permeté als Contijoch el 1897 comprar el convent a en Cervera per quinze mil pessetes, menys de la meitat del valor pel que fou subhastat vint-i-cinc anys enrere.
Al llarg dels anys següents l'activitat de la fàbrica, en la seva evolució, comportà reformes en el convent i el seu entorn. Es construïren diverses xemeneies essent la darrera la que durant molts anys ocupà l'ànima del campanar i l'interior de la nau experimentà la construcció de pisos intermedis per a la qual cosa s'inseriren bigues en les parets laterals. A l'exterior, on anys enrere hi havia hagut un noble i elaborat claustre, s'hi bastiren construccions funcionals per al desenvolupament de les activitats de la fàbrica.
El 1951, la fàbrica d'alcohol finalment tancà, passant el convent a mans del Banc de Valls. Poc després era traspassada de nou per a instal·lar-hi una fàbrica d'èter. El 1954 s'hi feu la darrera construcció important amb fins industrials en el recinte del convent: una columna d'èter.
No gaire més tard, tancava el darrer negoci allotjat al vell convent i així, durant gairebé tres dècades quedà abandonat i ruïnós. El 1981, la Generalitat de Catalunya inicia les obres de restauració que, en diferents fases, han anat continuant fins a l'actualitat.

## Arquitectura

### Església

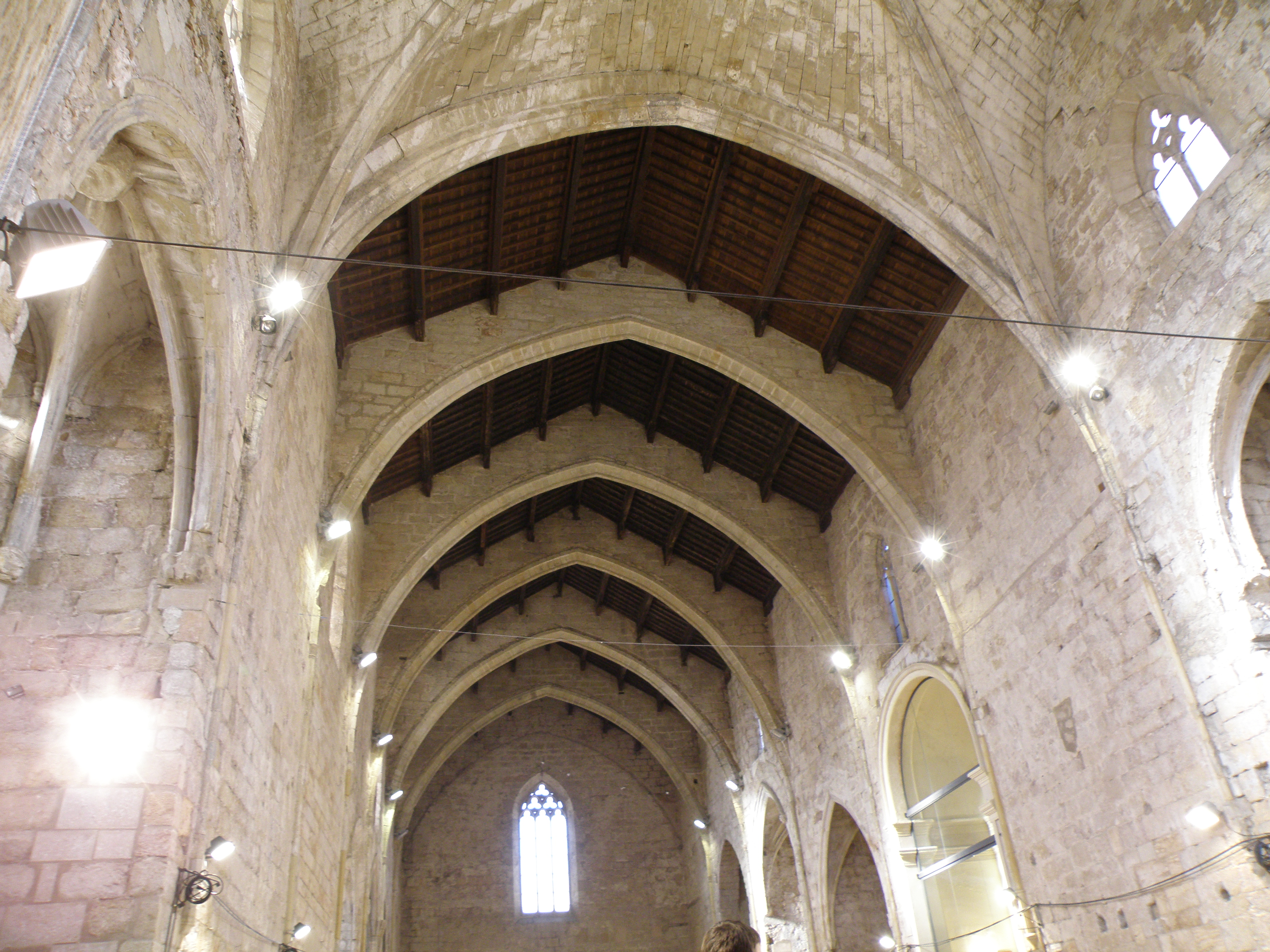
Interior

L'església de Sant Francesc de Montblanc i l'homònima de Morella del Maestrat (Convent de Sant Francesc de Morella) són les úniques medievals conservades als Països Catalans que tenen una tipologia semblant: nau amb coberta de fusta i presbiteri voltat de creueria de pedra. Aquesta varietat arquitectònica, com veurem, és probablement la més genuïna de l'orde.
El temple franciscà de Montblanc té una sola nau que mesura 18,60 m d'alt, per 11,75 m d'ample i 43,35 m de llarg, i està dividida en set trams per sengles contraforts exteriors. El tram de llevant, que correspon a l'absis, és pentagonal i és voltat de creueria de pedra, mentre que els altres sis van coberts d'una armadura de fusta a dues aigües carregada en arcs diafragma apuntats que tenen l'intradós finament motllurat com els nervis de la capçalera. A cada costat del presbiteri hi ha una capella de planta quadrada que a mitjana altura, mitjançant trompes, esdevé pentagonal i la cobreix una creueria de cinc ogives. Probablement al llarg dels segles XIV o XV, així que s'anaven fundant benifets (benefici eclesiàstic), entre els contraforts es construïren capelles de menor altura que la nau, les quals com l'absis es cobriren de creueria. A les tres parets centrals de l'absis hi han finestres coronelles (bífora) allargades que il·luminen el presbiteri. A les absidioles també hi ha finestres i ulls de bou amb fines traceries (traceria). Igualment reben llum de finestres coronelles les capelles del sud, costat de l'evangeli. La façana principal, situada a ponent als peus de la nau, forma un gran panell coronat per un pinyó arquitectònic resseguit per una cornisa. Al bell mig hi ha la porta principal, situada en un cos sobresortit, formada per quatre arquivoltes apuntades protegides per un guardapols, les quals carreguen sobre mènsules i capitells decorats amb fulles d'acant. El finestral que hi ha al damunt de la porta és de millor factura que els altres, car és una coronella amb dos mainells. Hi ha dues altres portes situades simètricament al cinquè tram. La del nord que comunica amb el claustre i la del sud que dona a una capella barroca del xviii i al carrer; sembla que, originàriament en aquest tram hi havia una capella gòtica.

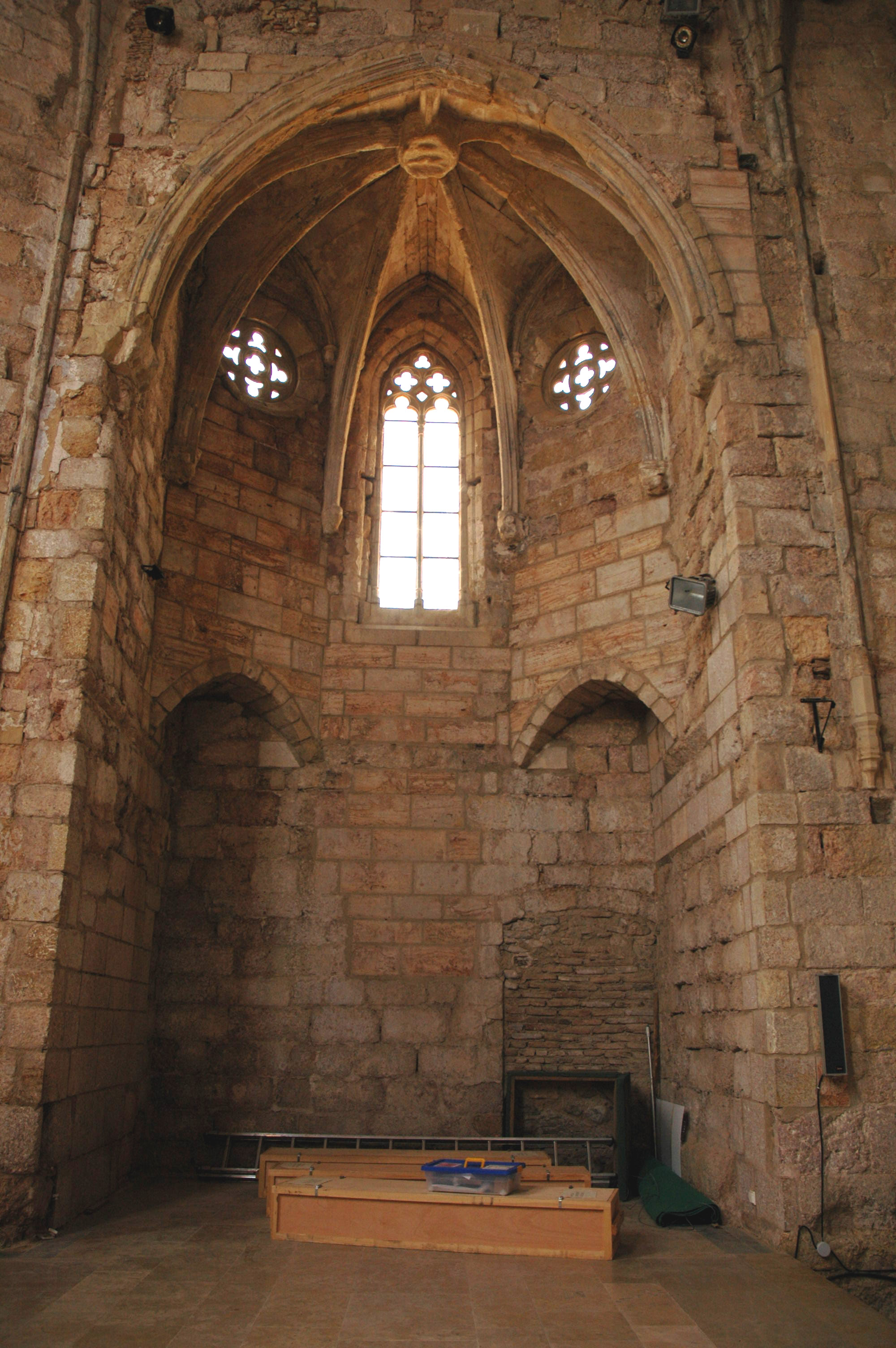
Sant Francesc, absidiola del costat del claustre, 2005.

El temple de Sant Francesc de Montblanc té les característiques de pobresa i austeritat de l'església franciscana que s'aconsellava al capítol de l'orde, celebrat a Narbona l'any 1279: «Les esglésies, de cap manera es cobreixin amb voltes amb excepció de la capella major. I mai no es faci el campanar de l'església com si fos una torre».« Tampoc no siguin fetes finestres amb vitralls historiats o pintats, amb excepció del vitrall principal darrere de l'altar major on poden haver-hi les imatges de Crucifix, de la Verge, de sant Francesc i de sant Antoni. I si es donés el cas que ja estan fetes, que els visitadors les treguin». L'església franciscana de Montblanc, amb la nau coberta de fusta i el presbiteri voltat de pedra; és a dir, l'espai destinat al poble senzill i l'espai destinat al Senyor magnificat, reflectia amb claredat el model indicat a les constitucions de l'orde. S'ha dit que aquesta església inicialment hauria estat rectangular, i que les capelles i l'absis correspondrien a etapes posteriors del segle xiv. Però, si bé és clar que les capelles són més tardanes, pensem que la nau i l'absis foren construïts al mateix temps, probablement al darrer quart del segle xiii. En primer lloc, pels motius exposats relatius a les prescripcions de l'orde, i en segon lloc per alguns detalls arquitectònics observables com són les motllures dels arcs diafragma i de les ogives de la capella presbiteral. Si s'observa la secció d'aquestes motllures es pot constatar que les de la nau i les de l'absis són exactament iguals. En conjunt, el temple de Sant Francesc de Montblanc presenta una unitat arquitectònica pròpia d'una construcció «ex novo». És per això, que només acceptaríem que l'absis fos del XIV en el cas que les ogives haguessin copiat la morfologia dels arcs diafragma de la nau construïts el darrer quart del segle anterior. Per tant, l'església de Sant Francesc de Montblanc, tal com la veiem avui, però sense les capelles dels contraforts, ja devia estar construïda el 1307 i fou la mateixa que aquest any aixoplugà un capítol provincial de l'orde del Temple i la recepció del frare cavaller Ramon d'Anglesola.

### Claustre
El claustre, adossat al costat de l'epístola de l'església i amb comunicació a aquesta, tenia planta quadrada i estava format per dos nivells: en l'inferior hi havia finestres apuntades amb arcs trilobulats, recolzats en columnes de secció tetralobulada que tenien capitells decorats amb motius vegetals molt esquemàtics, i en el pis superior s'obrien finestres de mig punt de factura posterior.

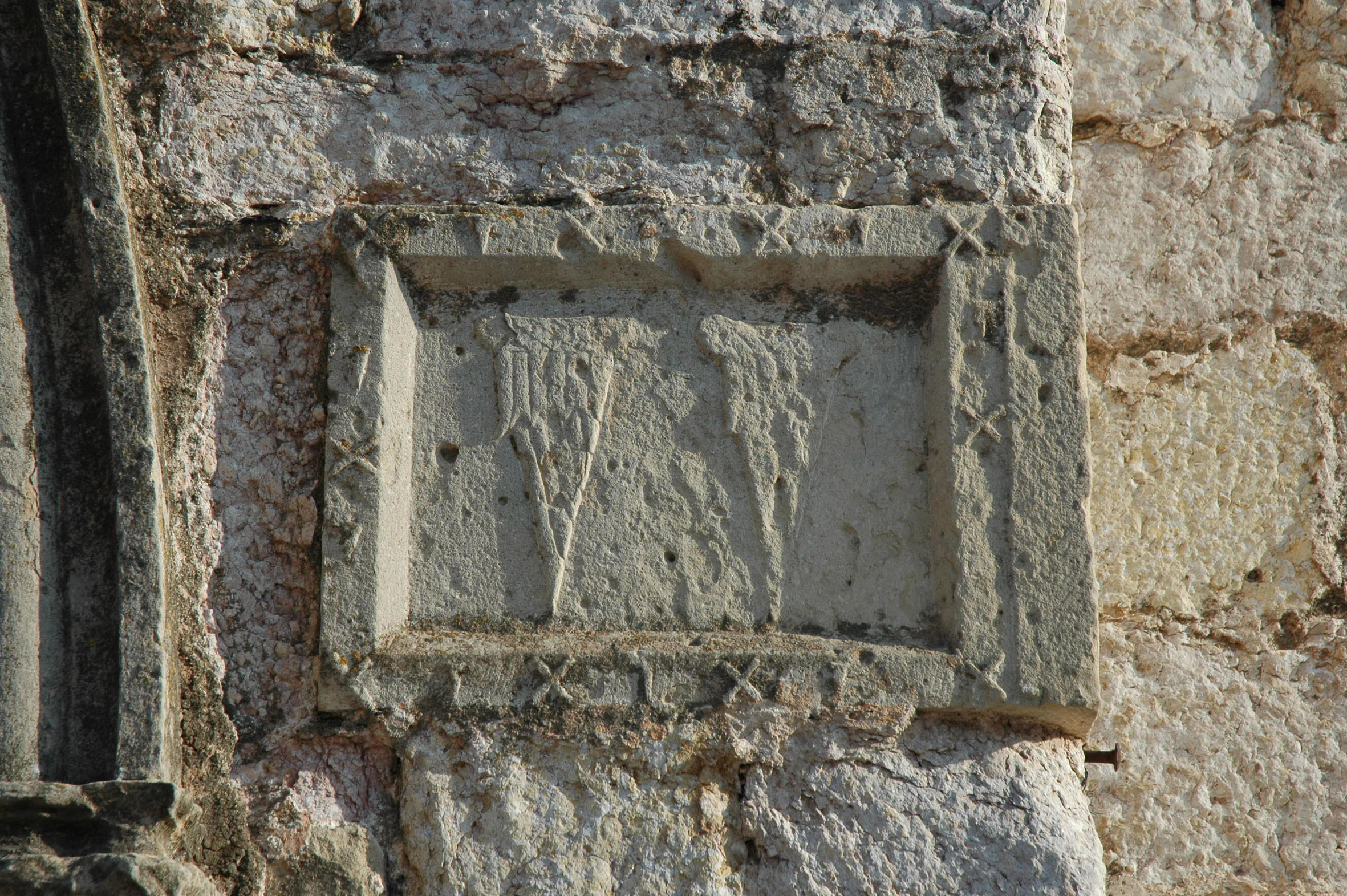
Plafó heràldic (probablement dels Marçal, benefactors de S. Francesc), al costat dret de la porta principal.

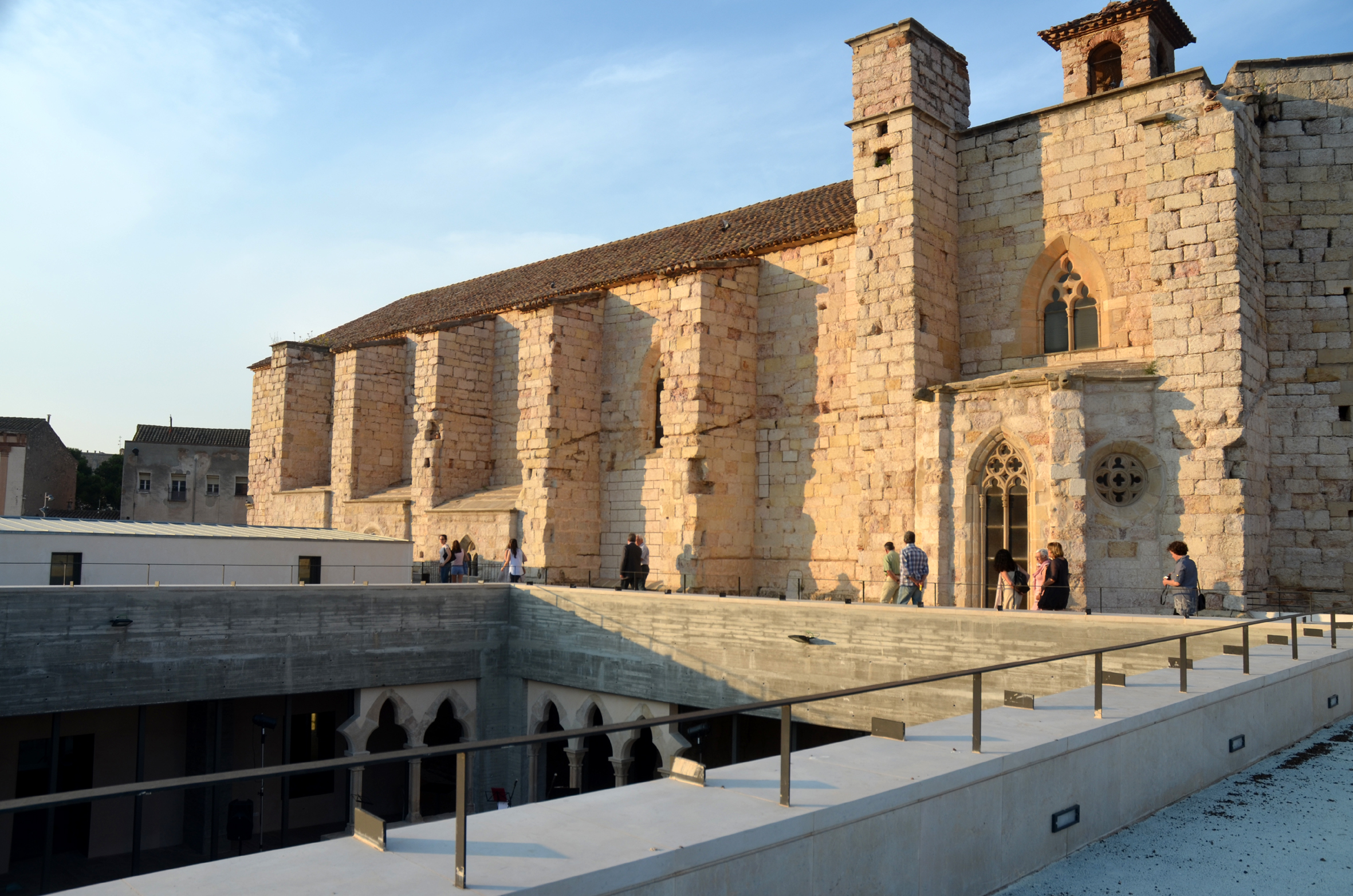
Restitució de l'espai claustral (2014)

La restitució que s'acaba de fer (any 2014) de la volumetria del conjunt de Sant Francesc, si bé ha recuperat els espais claustrals, ha tingut cura de no sobrepassar l'altura d'un primer nivell per tal de donar l'èmfasi que mereix a l'església, únic edifici original conservat.

### El teginat del sostre de Sant Francesc
Sant Francesc, com Sant Miquel de Montblanc, té la coberta de fusta policromada que descansa sobre arcs diafragma transversals. Com el de Sant Miquel, el sostre se salvà en ser tapat el s. XVII per una volta de maó de pla quan el temple fou «barroquitzat» volent imitar la volta de canó del temple jesuític romà. Gràcies a aquest fenomen molts teginats se salvaren i foren redescoberts el segle xx. L'armadura de fusta que cobreix la nau és una estructura de secció angular composta de bigues, cabirons, empostissats de taulons i tapajunts (bogets i llistons) sobre els quals descansa la teulada de l'edifici. Les bigues són paral·leles a l'eix de la nau i carreguen en mènsules de fusta (a vegades són de pedra) que travessen els arcs diafragma; n'hi ha nou a cada diafragma, quatre a cada vessant i la carenera. Estan tallades en forma de caps humans. Sobre les bigues reposen els cabirons en direcció perpendicular, seguint el pendent de la coberta. Damunt dels cabirons hi van els taulons, disposats a tocar per formar l'empostissat on s'assenten les teules. Finalment, les escletxes produïdes en el contacte entre empostissat, cabirons i bigues, són tapades amb bogets i llistons tapajunts. Les mènsules són tallades i pintades imitant caps humans amb trets exagerats. Tenen els laterals i les bases decorades amb elements florals i/o geomètrics. Les bigues van pintades de llarg a llarg amb faixes vermelles i grogues que imiten la bandera catalana. Entremig de les faixes, s'hi van intercalant escuts de Catalunya, Montblanc i de la família Marçal (benefactora de la casa), que s'inscriuen en marcs de geometria complexa. Malgrat les vicissituds passades, el teginat s'ha conservat in situ, si bé incomplet. Se salvaren la major part mènsules i bigues, però es van anar perdent tots els cabirons, els empostissats i els tapajunts (bogets i llistons). Esperem que una futura restauració permeti estudiar amb més precisió l'estructura, la conservació, la iconografia i la tècnica pictòrica del teginat.

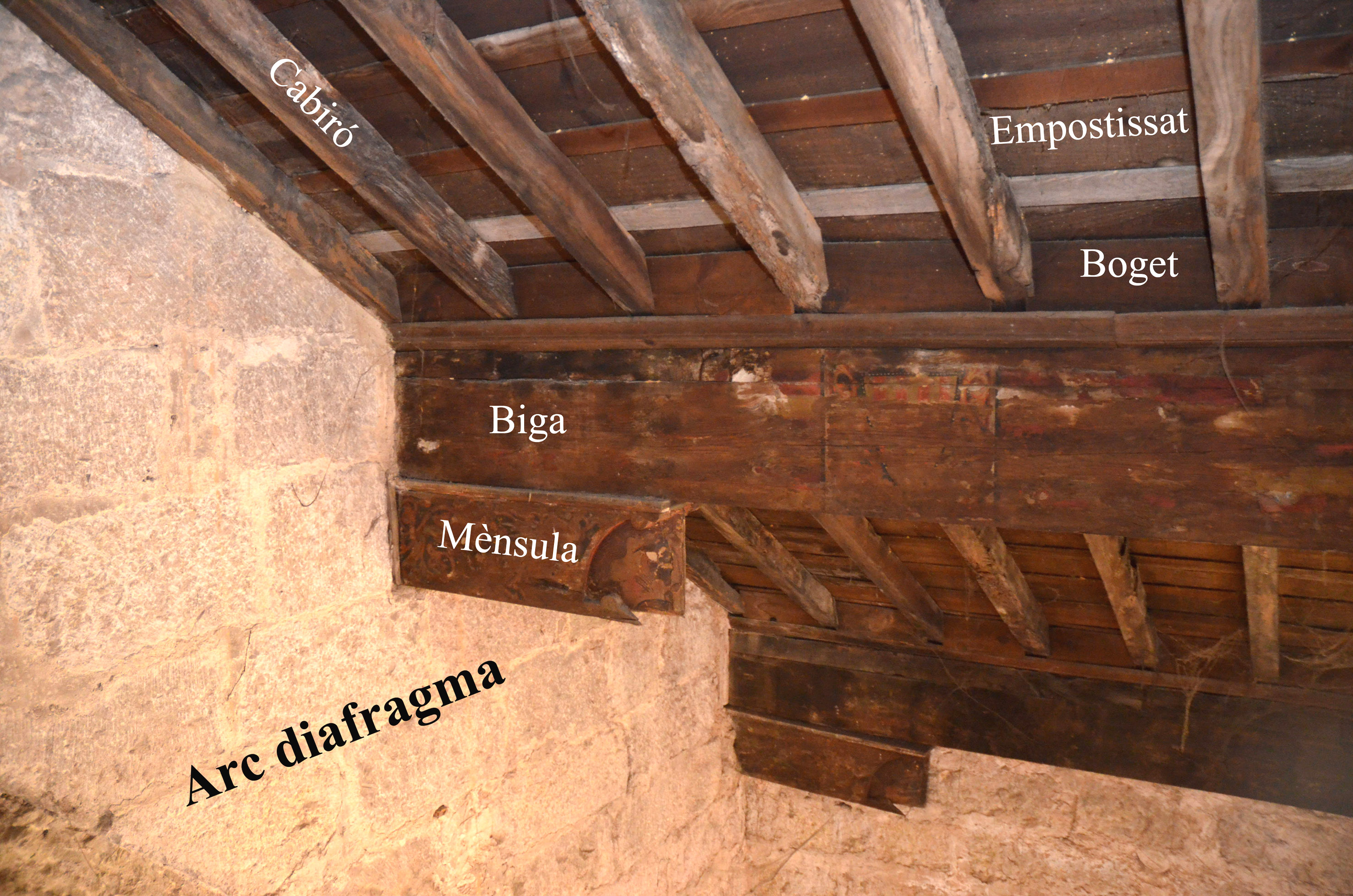
Estructura i elements del teginat de S. Francesc de Montblanc
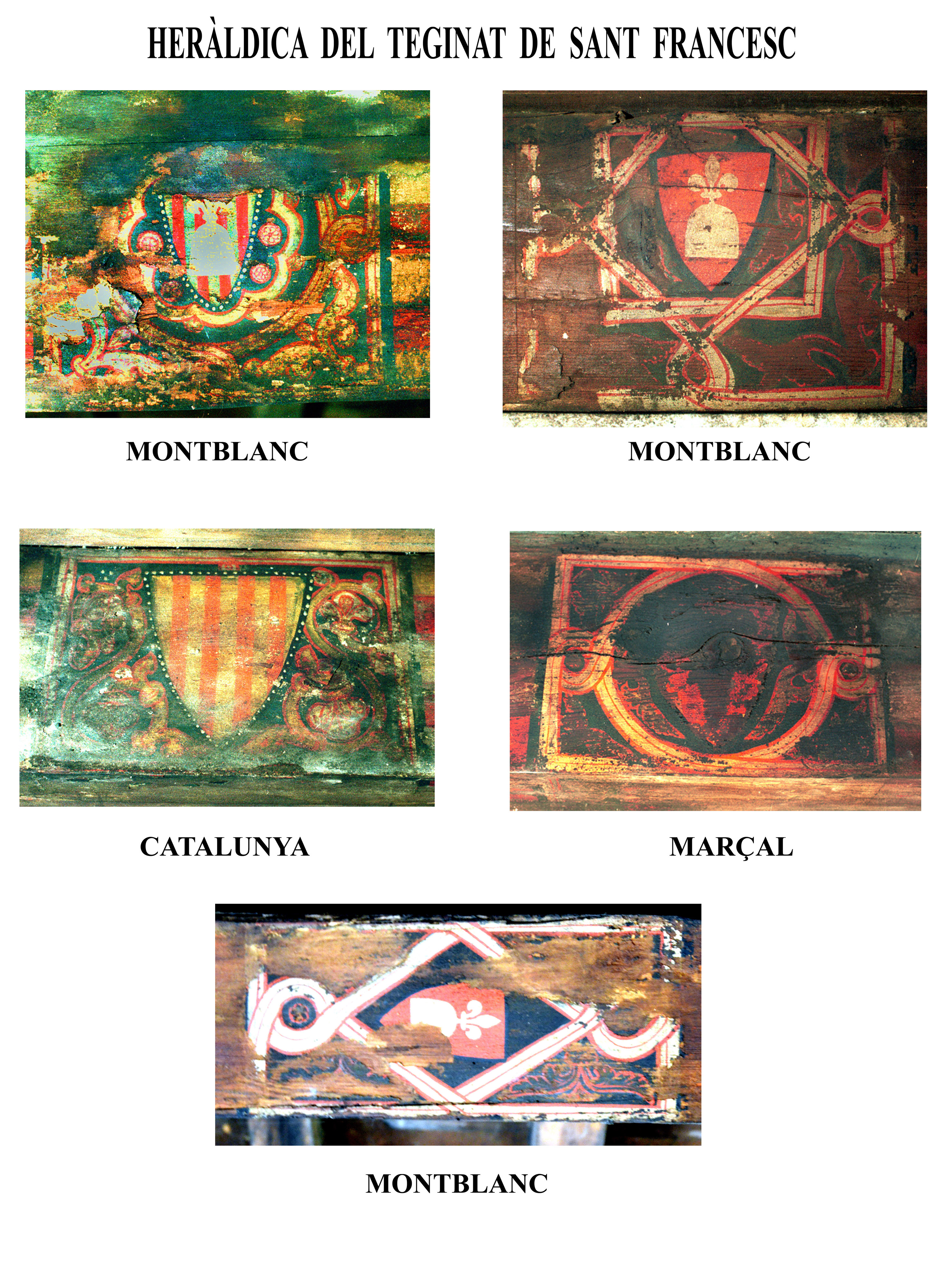
Heràldica que decora les bigues del teginat
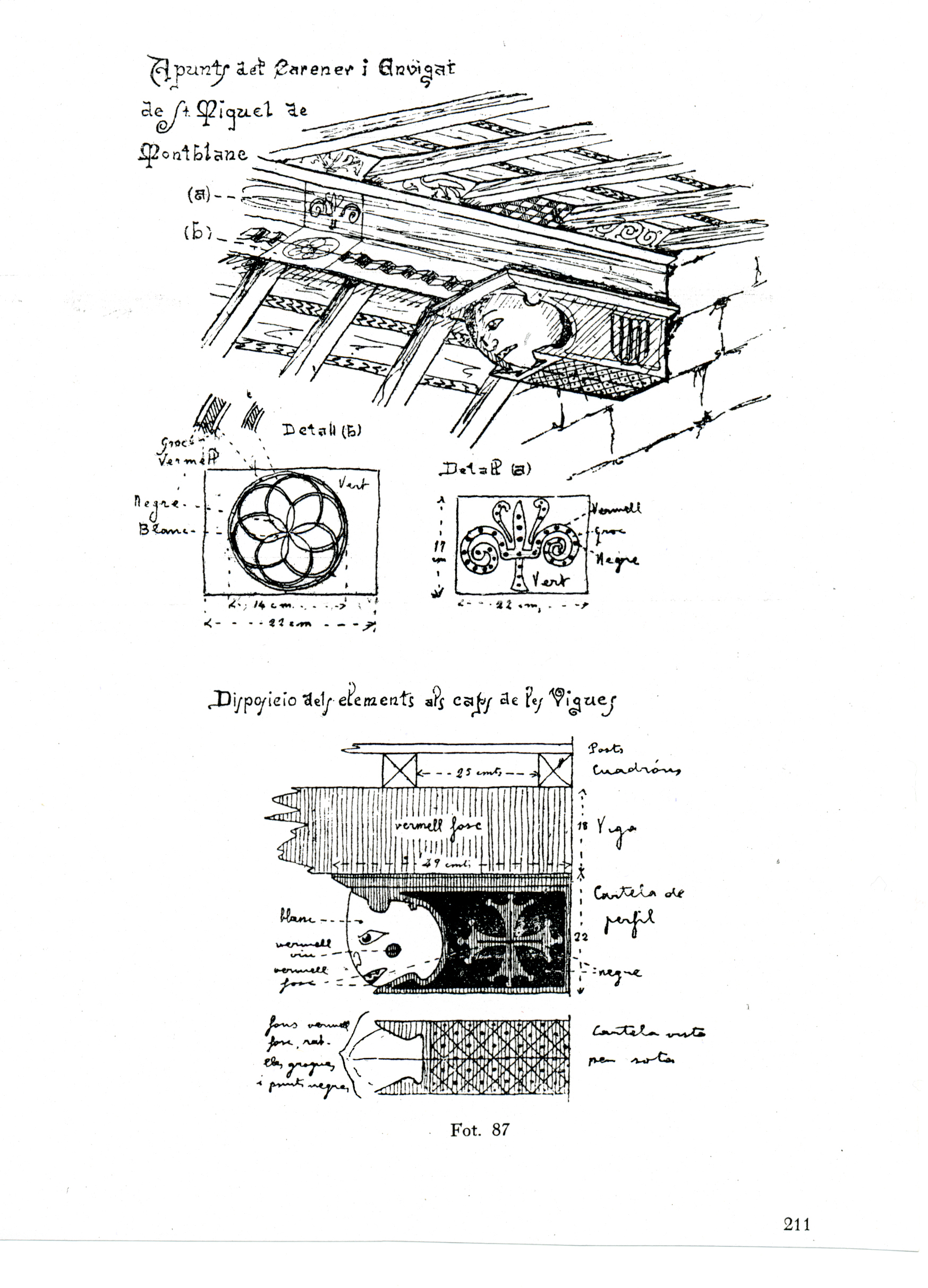
Elements del teginat de S. Miquel (i S. Francesc), s/. Martinell, 1918
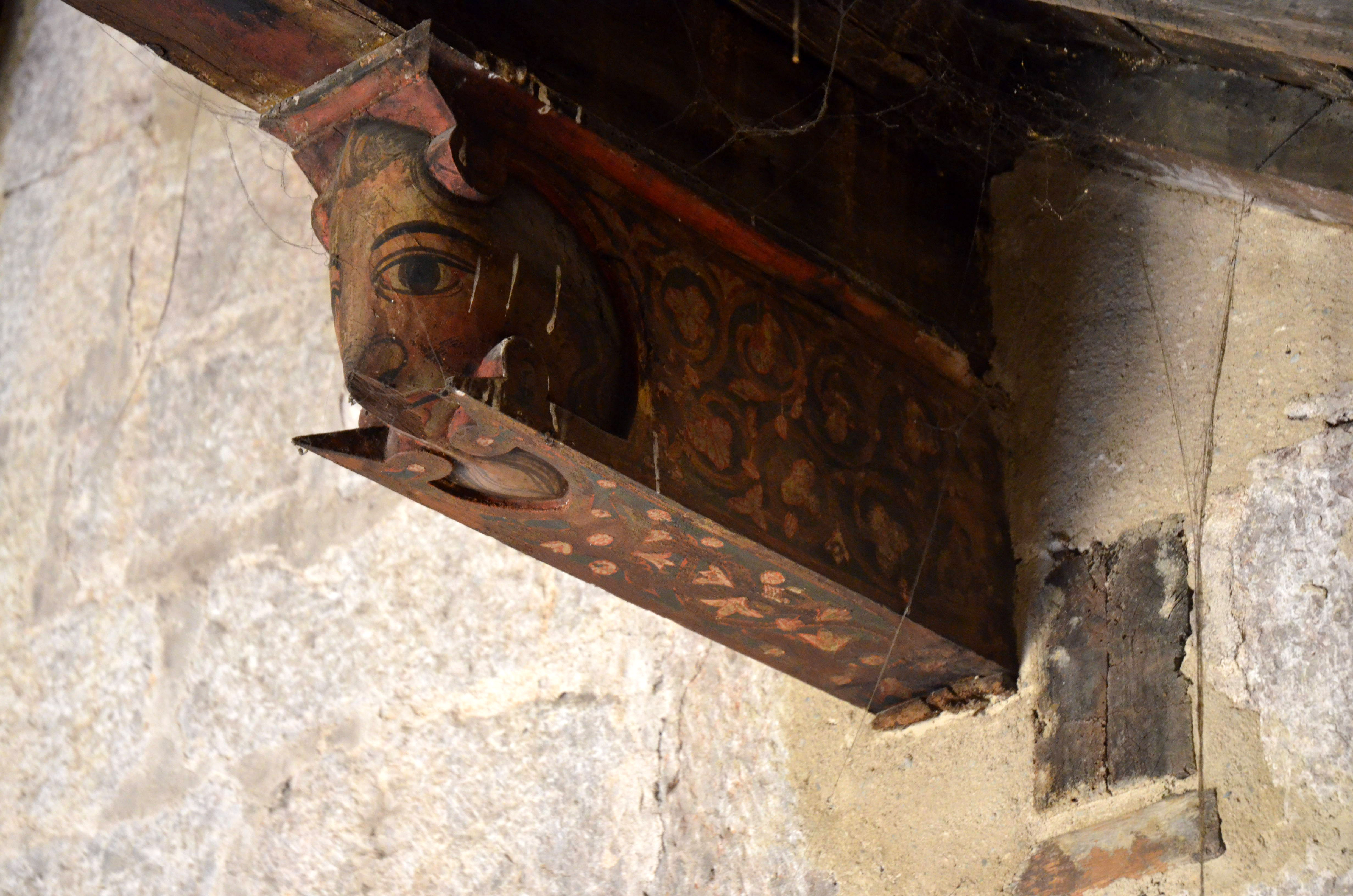
Sant Francesc de Montblanc, mènsula del teginat (2012)
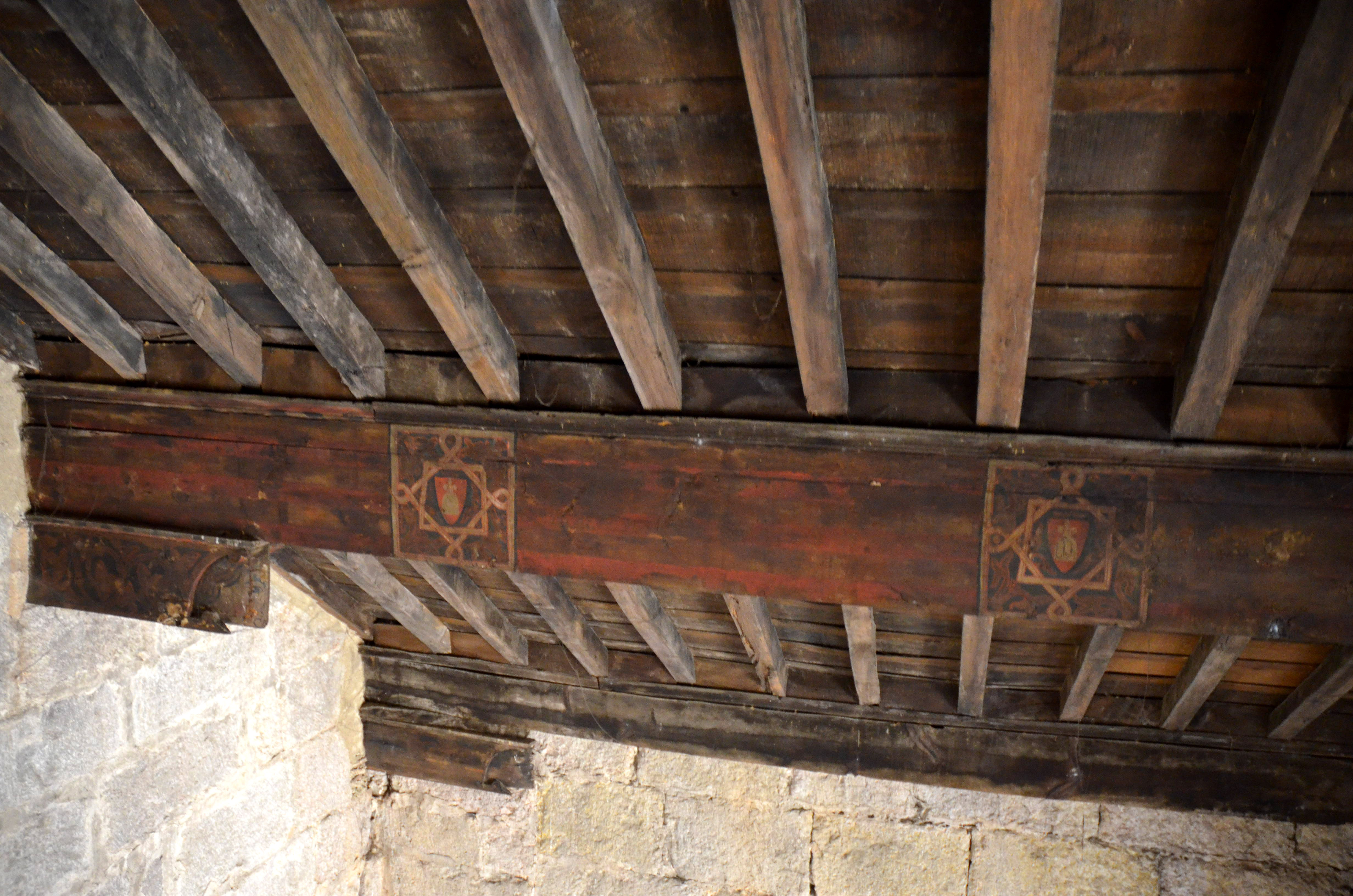
Sant Francesc de Montblanc, detall d'un tram del teginat, 2012